# Petaloconchus
Petaloconchus is een geslacht van weekdieren uit de klasse van de Gastropoda (slakken).

## Soorten
- Petaloconchus apakadikike Kelly, 2007
- Petaloconchus caperatus (Tate & May, 1900)
- Petaloconchus cereus Carpenter, 1857
- Petaloconchus cochlidium Carpenter, 1857
- Petaloconchus compactus (Carpenter, 1864)
- Petaloconchus complicatus Dall, 1908
- Petaloconchus erectus (Dall, 1888)
- Petaloconchus flavescens Carpenter, 1857
- Petaloconchus floridanus Olsson & Harbison, 1953
- Petaloconchus glomeratus (Linnaeus, 1758)
- Petaloconchus innumerabilis Pilsbry & Olsson, 1935
- Petaloconchus interliratus Stearns, 1893
- Petaloconchus keenae Hadfield & Kay, 1972
- Petaloconchus lamellosus Ladd, 1972
- Petaloconchus laurae Scuderi, 2012
- Petaloconchus lilacinus (Mörch, 1862)
- Petaloconchus lilandikike Kelly, 2007
- Petaloconchus macrophragma Carpenter, 1857
- Petaloconchus mcgintyi (Olsson & Harbison, 1953)
- Petaloconchus merkana Ladd, 1972
- Petaloconchus montereyensis Dall, 1919
- Petaloconchus myrakeenae Absalão & Rios, 1987
- Petaloconchus nerinaeoides Carpenter, 1857
- Petaloconchus nigricans (Dall, 1884)
- Petaloconchus octosectus Carpenter, 1857
- Petaloconchus pachylasma (Mörch, 1862)
- Petaloconchus renisectus Carpenter, 1857
- Petaloconchus sculpturatus Lea, 1843 †
- Petaloconchus tokyoensis Pilsbry, 1895
- Petaloconchus varians (d'Orbigny, 1839)